# Бе (Ен)
Бе (фр. Bey) је насељено место у Француској у региону Рона-Алпи, у департману Ен (Рона-Алпи).
По подацима из 2011. године у општини је живело 247 становника, а густина насељености је износила 89,17 становника/km².

## Демографија
| 1962. | 1968. | 1975. | 1982. | 1990. | 2011. |
| ----- | ----- | ----- | ----- | ----- | ----- |
| 129   | 105   | 131   | 181   | 195   | 247   |